# Башта (Румунія)
Башта (рум. Bașta) — село у повіті Нямц в Румунії. Входить до складу комуни Секуєнь.
Село розташоване на відстані 277 км на північ від Бухареста, 41 км на схід від П'ятра-Нямца, 60 км на південний захід від Ясс.

## Населення
За даними перепису населення 2002 року у селі проживали 684 особи, усі — румуни. Усі жителі села рідною мовою назвали румунську.